# Владімір Мігалик
Владімір Мігалик (словац. Vladimír Mihálik; 29 січня 1987, м. Пряшів, ЧССР) — словацький хокеїст, захисник. Виступає за «Слован» (Братислава) у Континентальній хокейній лізі.
Вихованець хокейної школи ХК «Пряшів». Виступав за «Пряшів», «Ред-Діер Ребелс» (ЗХЛ), «Прінс-Джордж Кугарс» (ЗХЛ), «Норфолк Адміралс» (АХЛ), «Тампа-Бей Лайтнінг», «Лев» (Попрад), «Тімро», «Дукла» (Михайлівці).
В чемпіонатах НХЛ — 15 матчів (0+3). В чемпіонатах Швеції — 13 матчів (0+3), у плей-оф — 9 матчів (1+1).
У складі національної збірної Словаччини провів 10 матчів (1 гол); учасник чемпіонату світу 2010 (6 матчів, 1+0). У складі молодіжної збірної Словаччини учасник чемпіонатів світу 2006 і 2007. У складі юніорської збірної Словаччини учасник чемпіонату світу 2005.